# Le Passage du canyon
Pour plus de détails, voir Fiche technique et Distribution.
Le Passage du canyon (Canyon Passage) est un film américain réalisé par Jacques Tourneur, sorti en 1946.

## Synopsis
Logan Stuart accepte d'accompagner Lucy Overmire, la fiancée de son ami George Camrose, de Portland à Jacksonville. Au cours du voyage, Logan et Lucy se sentent attirés l'un par l'autre. Il s’arrêtent en cours de route dans la ferme de Ben Dance où Logan retrouve son amie Caroline Marsh.

## Fiche technique
- Titre original : Canyon Passage
- Titre français : Le Passage du canyon
- Réalisation : Jacques Tourneur
- Scénario : Ernest Pascal d'après le roman "Canyon Passage" d'Ernest Haycox
- Direction artistique : John B. Goodman et Richard H. Riedel
- Décors : Russell A. Gausman, Leigh Smith
- Costumes : Travis Banton
- Photographie : Edward Cronjager
- Son : Bernard B. Brown
- Montage : Milton Carruth
- Direction musicale : Frank Skinner
- Production : Walter Wanger
- Production associée : Alexander Golitzen
- Société de production : Universal Pictures, Walter Wanger Pictures
- Société de distribution : Universal Pictures
- Pays de production :  États-Unis
- Langue originale : anglais
- Format : Couleur (Technicolor) — 35 mm — 1,37:1 - Son Mono (Western Electric Recording)
- Genre : Western
- Durée : 92 minutes
- Dates de sortie : 
  - États-Unis : 15 juillet 1946 (première mondiale à Portland)
  - France : 28 octobre 1949

## Distribution
- Dana Andrews : Logan Stuart
- Brian Donlevy : George Camrose
- Susan Hayward : Lucy Overmire
- Patricia Roc : Caroline Marsh
- Ward Bond : Honey Bragg
- Hoagy Carmichael : Hi Linnet
- Fay Holden : Mme Overmire
- Stanley Ridges : Jonas Overmire
- Lloyd Bridges : Johnny Steele
- Andy Devine : Ben Dance
- Victor Cutler : Vane Blazier
- Rose Hobart : Marta Lestrade
- Halliwell Hobbes : Clenchfield
- James Cardwell : Gray Bartlett
- Onslow Stevens : Jack Lestrade
- Tad Devine : Asa Dance
- Denny Devine : Bushrod Dance

Acteurs non crédités :
- Harry Shannon : Henry McLane
- Chief Yowlachie : Le porte-parole indien

## Chansons du film
- « Rogue River Valley », « I'm Gettin' Married in the Mornin' », « Silver Saddle », paroles et musique de Hoagy Carmichael
- « Ole Buttermilk Sky », musique de Hoagy Carmichael, paroles de Jack Brooks

## Distinction
- Nomination à l'Oscar de la meilleure chanson originale pour la chanson Ole Buttermilk Sky de Hoagy Carmichael et Jack Brooks (c'est le film Les Demoiselles Harvey qui remporte la récompense).

## Production
- Selon le Los Angeles Examiner du 6 février 1945, Walter Wanger avait prévu au départ de faire tourner John Wayne, Thomas Mitchell et Claire Trevor dans le film, vu le succès de ces acteurs dans "La Chevauchée fantastique" (Stagecoach) en 1939, adapté d'un autre roman de Haycox[1].
- Tournage : à partir du 20 août 1945, durant 96 jours[2]
- Lieu de tournage : Oregon[3]

## Accueil
- Recettes[2] : 
  - États-Unis : 3 464 264 $
  - Étranger : 1 624 074 $
  - Total : 5 088 338 $
- Profits[2] : 446 441 $
- Pour Jean Tulard, le film est « une synthèse de tous les ingrédients du western : la mayonnaise prend grâce à une vigoureuse mise en scène de Tourneur »[4].
- Martin Scorsese dira de Tourneur que « parmi ses plus grands films, il en est un qui reste encore à reconnaître : Canyon Passage, western d'une splendeur discrète, un des plus beaux jamais réalisés (...) il est sorti à peu près au même moment que Duel au soleil (de King Vidor) (...) Duel au soleil est un gros film hyperexpressionniste et tape-à-l'œil. Le Passage du canyon est modeste et d'une exquise subtilité »[2].

## Autour du film
- Premier western et premier film en couleurs de Jacques Tourneur (et l'un de ses rares gros budgets), Le Passage du canyon fit  l'objet d'éloges de la part du critique cinématographique Jacques Lourcelles : « (…) Tourneur coiffe tout le monde au poteau en signant une œuvre où rien ne se déroule comme avant, où aucun personnage n'obéit aux règles immuables du genre. (…) Désormais le western, affinant son réalisme, pulvérisant ses mythes et son manichéisme ancestral, ne va plus cesser de réfléchir sur lui-même, sur ses valeurs, sur les névroses et la soif d'équilibre de ses personnages. (...) À y regarder de près c'est ici que cette réflexion, cette révolution commence : Canyon Passage, 1946. Date essentielle, film essentiel[5]».